# 航海練習船

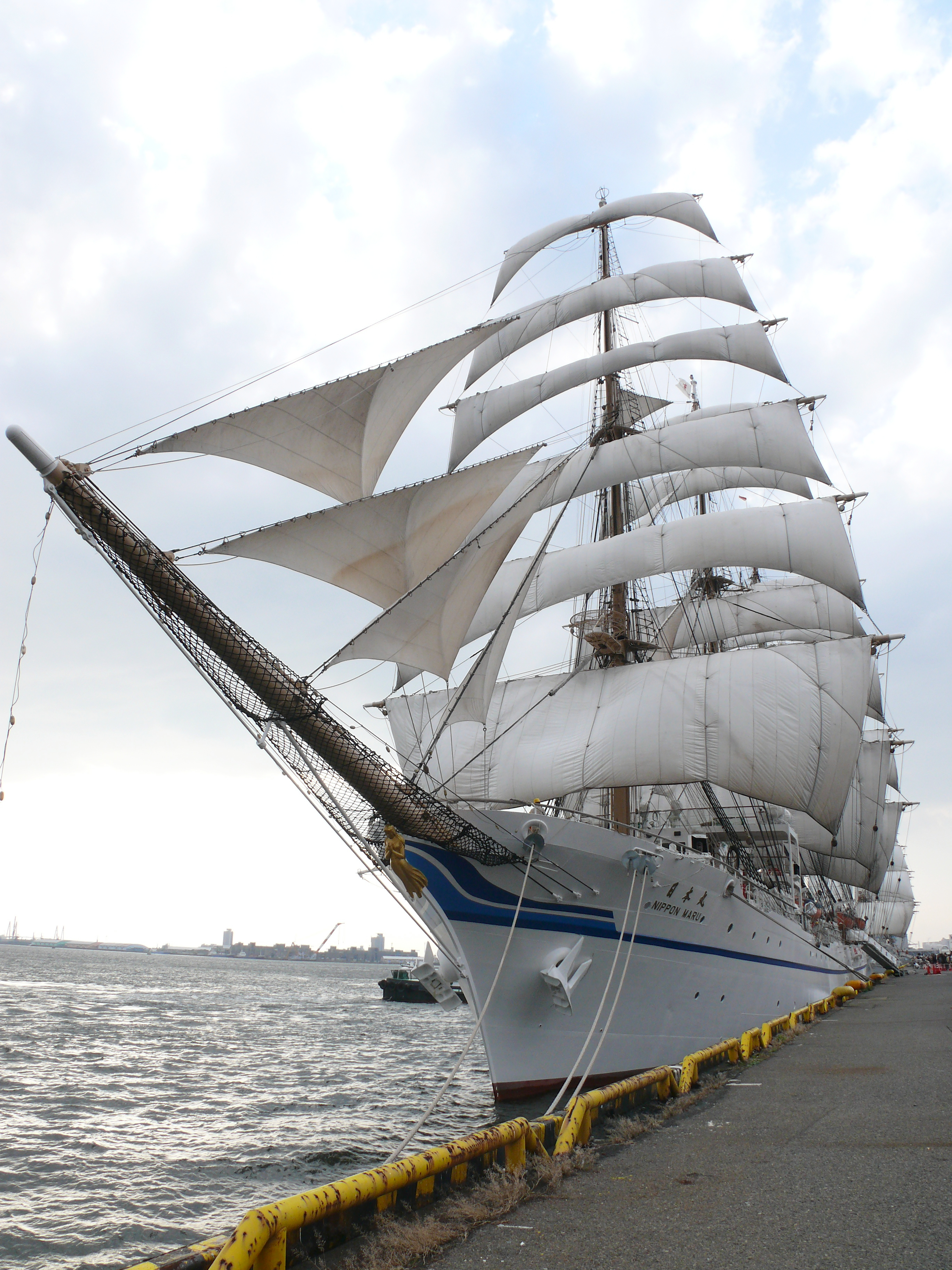
日本丸（名古屋港にて）

航海練習船（こうかいれんしゅうせん、練習船（れんしゅうせん））とは、外洋での航海術を習得するために建造もしくは改装された船である。独立行政法人海技教育機構の帆船日本丸や海王丸などがよく知られている。
なお、海上自衛隊においては練習艦・練習船、海上保安庁においては練習船と呼称している。

## 日本の主な練習船

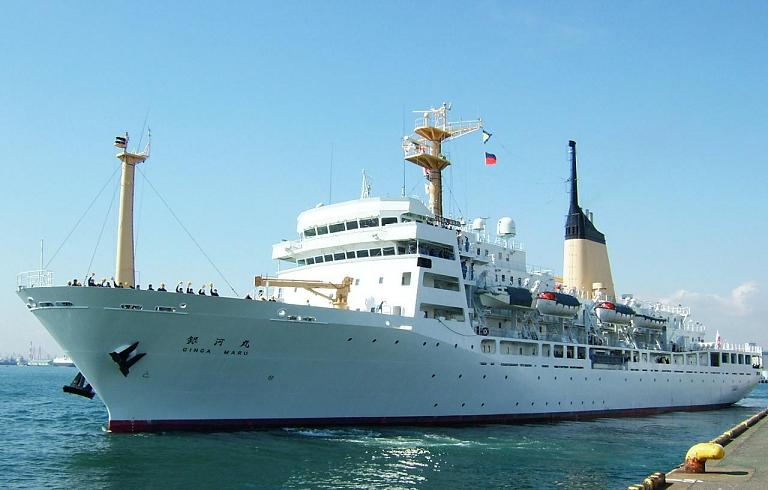
銀河丸（名古屋港にて）

### 海技教育機構

#### 帆船
- 日本丸
  - 初代 - 1930年（昭和5年）に就航した帆船である。2代目の就航に伴い、用途廃止され、現在は神奈川県横浜市西区の日本丸メモリアルパークに係留展示されている。
  - 2代目 - 1984年（昭和59年）に就航。帆を広げたときの姿から、「太平洋の白鳥」と呼ばれる。
- 海王丸
  - 初代 - 日本丸の姉妹船。初代日本丸と共に1930年（昭和5年）に就航。2代目の就航に伴い、用途廃止され、現在は富山県射水市の海王丸パークに係留展示されている。
  - 2代目 - 1989年（平成元年）に就航。2004年（平成16年）10月20日、防波堤に座礁する事故が発生。2006年（平成18年）1月5日、修繕を終え再就役した。海王丸においては公益財団法人海技教育財団から一般人も体験航海として乗船することができる。海王丸は「海の貴婦人」と呼ばれる。

#### 蒸気タービン船
- 大成丸 - 2014年（平成26年）に引退するまで航海訓練所で現役最年長の練習船だった。2004年（平成16年）2月に大改修工事を実施。世界唯一の蒸気機関の練習船だった。

#### ディーゼル船
- 銀河丸 - 2004年（平成16年）に就航
- 青雲丸 - 1997年（平成9年）に就航。
- 大成丸 - 2014年（平成26年）に就航。

### 高等商船学校（商船学校）
- 頼信丸
- 大成丸
- 進徳丸

## 大学・大学校・商船高専
- 汐路丸 - 東京海洋大学海洋工学部
- 海鷹丸 - 東京海洋大学海洋生命科学部
- 神鷹丸 - 東京海洋大学海洋生命科学部
- おしょろ丸 - 北海道大学水産学部
- うしお丸 - 北海道大学水産学部
- 深江丸 - 神戸大学海洋政策科学部
- 望星丸 - 東海大学海洋学部
- 豊潮丸 - 広島大学生物生産学部
- 長崎丸 - 長崎大学水産学部
- かごしま丸 - 鹿児島大学水産学部
- 南星丸 - 鹿児島大学水産学部

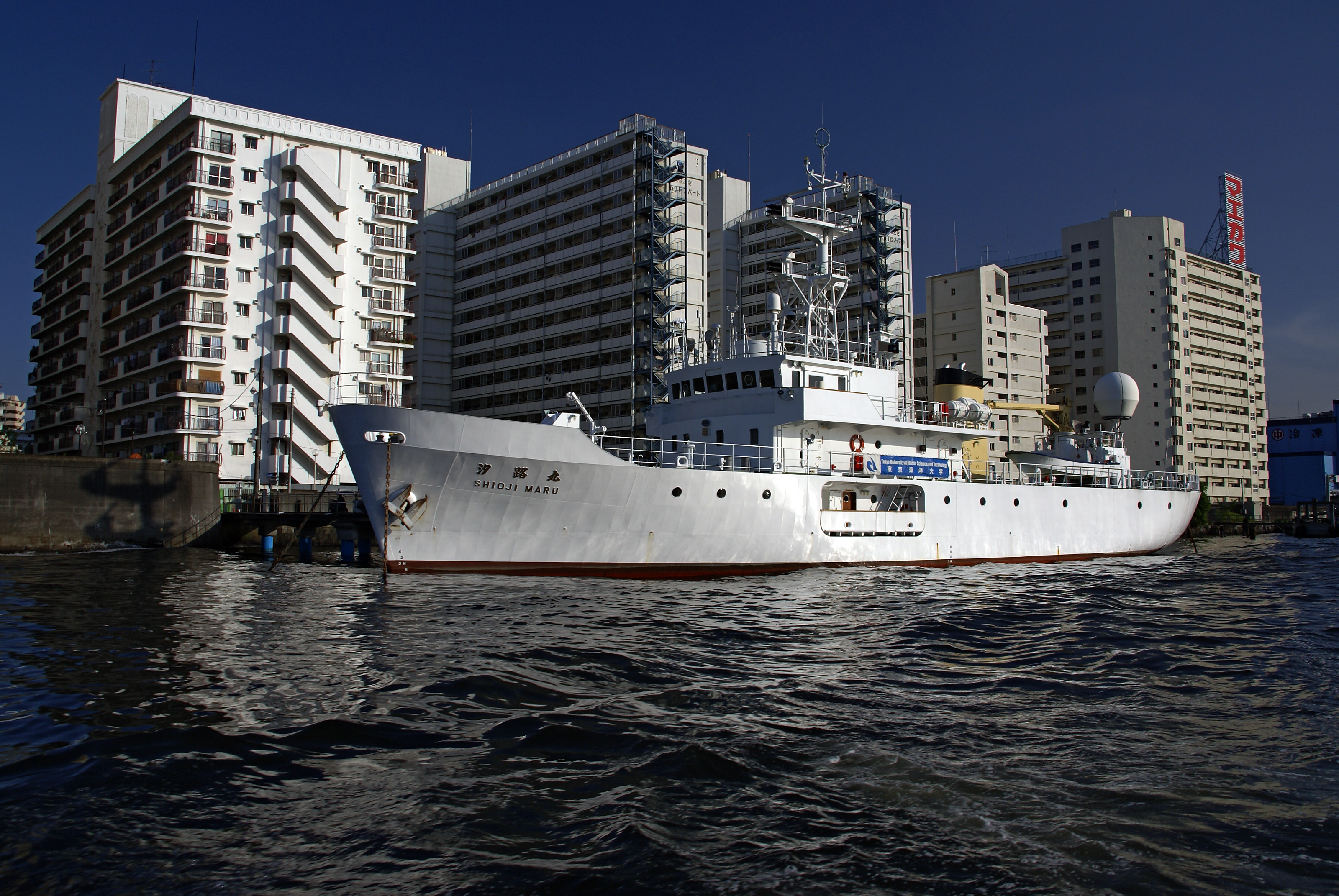
汐路丸（隅田川にて）

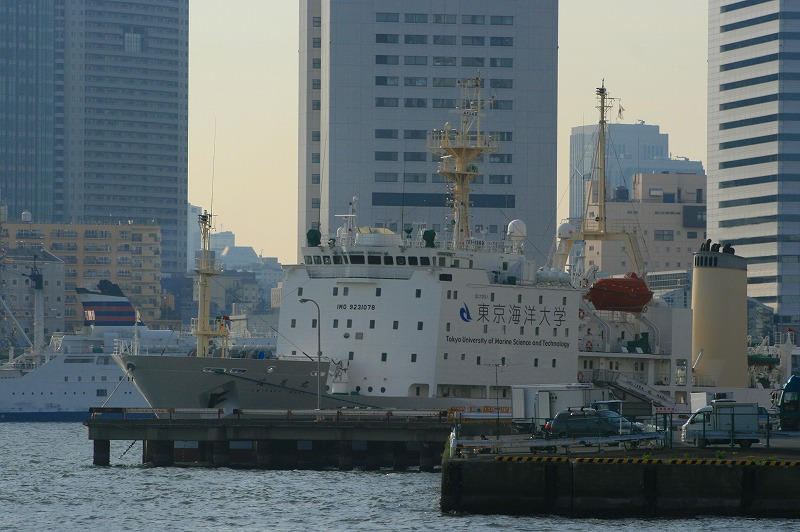
海鷹丸（晴海埠頭にて）

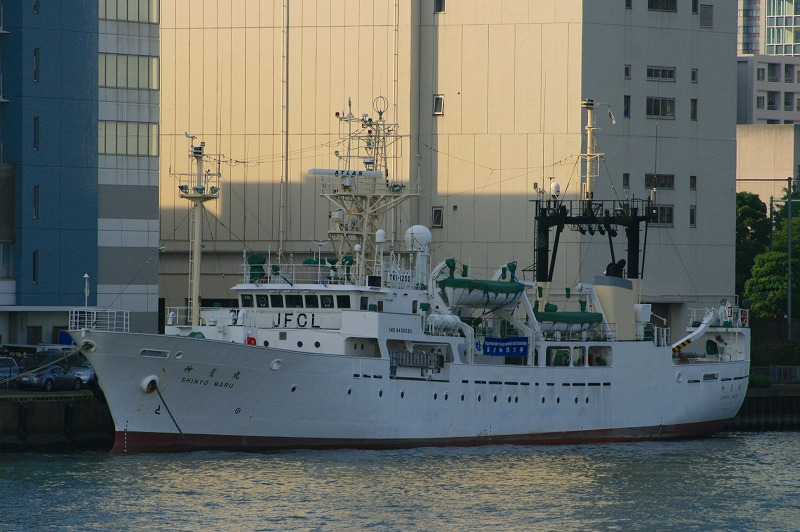
神鷹丸（晴海埠頭にて）

- 勢水丸 - 三重大学大学院生物資源学研究科
- 耕洋丸 - 水産大学校
- 天鷹丸 - 水産大学校
- 広島丸 - 広島商船高等専門学校
- 鳥羽丸 - 鳥羽商船高等専門学校
- 大島丸 - 大島商船高等専門学校
- 弓削丸 - 弓削商船高等専門学校
- 若潮丸 - 富山商船高等専門学校
- いつくしま - 海上保安大学校
- こじま - 海上保安学校
- みうら - 海上保安学校
- 海技丸 - 海技大学校

## 海上技術学校・海上技術短期大学校
- はりうす - 国立小樽海上技術短期大学校
- 月山 - 国立宮古海上技術短期大学校
- 望洋丸 - 国立館山海上技術学校
- かざはや - 国立清水海上技術短期大学校
- くるしま - 国立波方海上技術短期大学校
- 口洋丸 - 国立口之津海上技術学校
- あさかぜ - 国立唐津海上技術短期大学校

## 高等学校
- 若竹丸 - 北海道小樽水産高等学校・北海道函館水産高等学校・北海道厚岸翔洋高等学校
- 北鳳丸 - 北海道小樽水産高等学校・北海道函館水産高等学校・北海道厚岸翔洋高等学校
- 青森丸 - 青森県立八戸水産高等学校
- りあす丸 - 岩手県立宮古水産高等学校・岩手県立久慈東高等学校・岩手県立高田高等学校
- 海翔 - 岩手県立宮古水産高等学校・岩手県立久慈東高等学校・岩手県立高田高等学校
- 宮城丸 - 宮城県水産高等学校・宮城県気仙沼向洋高等学校
- 福島丸 - 福島県立小名浜海星高等学校
- 鳥海丸 - 山形県立加茂水産高等学校
- 鹿島丸 - 茨城県立海洋高等学校
- 千潮丸 - 千葉県立館山総合高等学校
- 湘南丸 - 神奈川県立海洋科学高等学校
- 大島丸 - 東京都立大島海洋国際高等学校
- 海洋丸 - 新潟県立海洋高等学校
- かづみの - 富山県立滑川高等学校
- やいづ - 静岡県立焼津水産高等学校
- 愛知丸 - 愛知県立三谷水産高等学校
- しろちどり - 三重県立水産高等学校
- 但州丸 - 兵庫県立香住高等学校
- みずなぎ - 京都府立海洋高等学校
- 翔洋丸 - 大分県立海洋科学高等学校・香川県立多度津高等学校
- えひめ丸 - 愛媛県立宇和島水産高等学校
- 土佐海援丸 - 高知県立高知海洋高等学校
- 神海丸 - 島根県立浜田水産高等学校・島根県立隠岐水産高等学校
- 海友丸 - 福岡県立水産高等学校・長崎県立長崎鶴洋高等学校・山口県立大津緑洋高等学校
- 進洋丸 - 宮崎県立宮崎海洋高等学校
- 熊本丸 - 熊本県立天草拓心高等学校
- 薩摩青雲丸 - 鹿児島県立鹿児島水産高等学校
- 海邦丸五世 - 沖縄県立沖縄水産高等学校・沖縄県立宮古総合実業高等学校

## 民間
特定非営利活動法人ゼリ・ジャパン
- みらいへ - 1992年（平成4年）に進水。大阪市が所有していた練習帆船。当時の船名は「あこがれ」だった。一般市民も航海を体験できる。2014年（平成26年）からは神戸港を母港とする。